# Бальфур, Патрик, 3-й барон Кинросс
Джон Патрик Дуглас Бальфур, 3-й барон Кинросс (англ. John Patrick Douglas Balfour, 3rd Baron Kinross; 25 июня 1904 — 4 июня 1976) — шотландский историк-востоковед, специализировавшийся на истории Османской империи и Турции.
Джон Патрик Бальфур был старшим сыном Патрика Бальфура, 2-го барона Кинросса, и Каролины Джонстон-Дуглас. После смерти отца в 1939 году он унаследовал титул и стал 3-м бароном Кинроссом. Женился 11 февраля 1938 года на Анджеле Мэри Калми-Сэймур, бывшей жене художника Джона Спенсера-Черчилля, развёлся в 1942 году. Умер в 1976 году, не оставив потомков, титул лорда Кинросса перешёл к его младшему брату, Дэвиду.
Наиболее известными работами лорда Кинросса являются биография Ататюрка, изданная в 1960 году, и масштабный труд «Османская империя. Шесть столетий от возвышения до упадка», изданный посмертно в 1977 году.

## Награды
- Орден Турецкой Республики «За заслуги» (Турция, 9 октября 1998 года)